# Сариоленський сільський округ
Сариоленський сільський округ (каз. Сарыөлең ауылдық округі, рос. Сарыоленский сельский округ) — адміністративна одиниця у складі Курчумського району Східноказахстанської області Казахстану. Адміністративний центр — село Сариолен.
Населення — 1746 осіб (2021; 2244 у 2009, 2741 у 1999, 3800 у 1989).
Станом на 1989 рік існувала Сариоленська сільська рада (села Амангельди, Вознесеновка, Дарственне, Роздольне) з центром у селі Роздольне. Села Алтай, Саритау були ліквідовано 2007 року. Село Амангельди було ліквідовано 2007 року.

## Склад
До складу округу входять такі населені пункти:
| Населений пункт    | Старі назви              | Населення, осіб (1989) | Населення, осіб (1999) | Населення, осіб (2009) | Населення, осіб (2021) |
| ------------------ | ------------------------ | ---------------------- | ---------------------- | ---------------------- | ---------------------- |
| Амангельди, село   | -                        | 272                    | 86                     | -                      | -                      |
| Барак-батира, село | Дарственне               | 1325                   | 1022                   | 788                    | 609                    |
| Бірлік, село       | Вознесеновка, Вознесенка | 779                    | 618                    | 471                    | 297                    |
| Сариолен, село     | Роздольне                | 1424                   | 1015                   | 982                    | 839                    |
| --Водомірка 1 уч.  | -                        | -                      | -                      | 3                      | 1                      |